# Andrelândia
Andrelândia ist eine Stadt im Süden des brasilianischen Bundesstaates Minas Gerais.
Sie liegt 998 Meter über dem Meeresspiegel, hat eine Fläche von etwa 1010 km², befindet sich ca. 300 km von Belo Horizonte, der Hauptstadt des Bundesstaates Minas Gerais, 396 km von São Paulo, 990 km von Brasília und 250 km von Rio de Janeiro entfernt. Die Stadt hat rund 12.000 Einwohner.

## Geschichte
Die Kolonisierung des Andrelandia-Gebiets begann in der Folge des Goldbergbaus im Süden von Minas Gerais. Vor 1700 hielten sich bereits in dieser Gegend neben den ansässigen Bergbauern einige Abenteurer auf, die nach Gold suchten. Gegen 1736 wanderte der portugiesische Bauer André da Silveira in Brasilien ein und ließ sich in der Gegend nieder. André stammte wahrscheinlich aus einer reichen Familie, da er schreiben konnte, eine damals seltene Fähigkeit. Er hielt Sklaven, die seinen Bauernhof, die Fazenda das Bicas, bewirtschafteten.
1749 erhielt André da Silveira von dem Bischof Marianas, D. Manoel da Cruz die Genehmigung zum Bau einer Kapelle, die der Madonna von Porto geweiht wurde, und die später in Nossa Senhora do Porto da Eterna Salvação (Madonna von Porto der ewigen Rettung) umbenannt wurde. Sie befindet sich im heutigen Stadtzentrum. André da Silveira gab in Portugal ein Marienbild in Auftrag, das bis heute in dieser Kirche zu sehen ist.
André da Silveira war verheiratet mit Maria do Livramento und hatte zwei Töchter, Maria da Silveira und Tereza, die adoptiert war. Nach dem Tod seiner Frau zog er nach Piedade do Rio Grande und lebte dort bis zu seinem Tod.
Um diese Kapelle entstand eine Siedlung, viele Leute ließen sich in dem neuen Dorf nieder, das bald als Pfarrei anerkannt wurde.
Ab dem 17. Jahrhundert ließen sich in der Stadt Familien aus Libanon, Spanien, aus Portugal und Italien nieder, um nach Gold zu suchen. Auch bot der Bau der ersten Eisenbahn in der Region Verdienstmöglichkeiten für die Einwanderer.
Am 20. Juli 1868 erhielt die Siedlung in einer Sitzung des Gemeinderates den Namen Vila Bela do Turvo (Schönes Dorf des Turvos) und den Status einer Stadt. 1930 wurde die Stadt zu Ehren des André da Silveira in Andrelândia umbenannt.
Durch den Bau der Eisenbahn ab 1980 zwischen Andrelândia und Arantina und den damit verbundenen verbesserten Erwerbsmöglichkeiten nahm die Zahl der Bevölkerung stark zu und die Infrastruktur verbesserte sich.

## Wirtschaft
Die wichtigsten Wirtschaftszweige sind Landwirtschaft, die Herstellung von Milchprodukten, Tourismus und Dienstleistungen.
Hergestellt werden mehrere Käsesorten und Joghurt.
Landwirtschaftliche Produkte sind vor allem Kaffee, Mais, Kartoffeln, Bohnen, Zuckerrohr und Tomaten. Die größte nutzbare Fläche besteht aus Plantagen zur Produktion von Eukalyptus- und Pinienholz. In kleinen Mengen wird ein Schnaps aus Zuckerrohr gebrannt, und es gibt eine geringe Weinproduktion.
Jedes Jahr findet die Exposição agropecuária im Parque de Exposições statt, auf der die Farmer der Region Produkte ausstellen und die besten Erzeugnisse prämiert werden. Die Ausstellung wird von einem reichhaltigen kulturellen Programm begleitet.

## Sprache
Die Amtssprache in Andrelândia ist Portugiesisch. Menschen verschiedener Ethnien, die in die Region eingewandert sind, gaben häufig ihre Muttersprache auf und sprechen Portugiesisch, mit stärkerer mundartlichen Einfärbung in Minas Gerais.

## Religion
Nach dem letzten Zensus sind 89 % der Bevölkerung katholisch, 9 % evangelisch, 1,5 % geben keine Religion an und 0,5 % gehören einer anderen Religionsgemeinschaft an. 

## Kultur
Die Musik in Andrelandia unterscheidet sich nicht von der üblichen Musik im Südost Brasiliens, wie Sertaneja, Pop oder Música Popular Brasileira (brasilianische Volksmusik).

### Veranstaltungen
- Festival de férias. Ein Mal pro Jahr findet das Festival de Férias statt, auf dem berühmte brasilianische Musikgruppen gastieren.
- Andréfolia, der Karneval. Der Karneval in Andrelândia wird von den so genannten Blocos organisiert. Blocos sind Gruppen oder Vereine, die unter einem bestimmten Motto Karnevalskostüme entwerfen und vorführen. Der „Bloco das Virgens“ ist eine gemischte Gruppe, in der die Männer Frauenkleider tragen und die Frauen in Männerkleidern auftreten.